# اولو ۱۵۱۲
سیارک ۱۵۱۲ (به انگلیسی: 1512 Oulu، نامگذاری:1939FE) هزار و پانصد و دوازدهمین سیارک کشف شده‌است که در ۱۸ مارس ۱۹۳۹ کشف شد. قدر مطلق این سیارک برابر ۹٫۶۲ است.